# Felipa Palacios
Felipa Alicia Palacios Hinetroza (Bojayá, 1 de diciembre de 1975) es una atleta de atletismo retirada colombiana, que compitió en las pruebas de velocidad.

## Trayectoria
Representó a su país natal en tres Juegos Olímpicos de verano consecutivos, comenzando en 1996. Palacios ganó la medalla de bronce en los 200 metros femeninos en los Juegos Panamericanos de 1999 en Winnipeg, Manitoba, Canadá.